# Sh2-7
Sh2-7 è una nebulosa a emissione visibile nella costellazione dello Scorpione.
Si trova nel settore nordoccidentale della costellazione, associato al gruppo di stelle luminose che costituiscono la "testa" dello Scorpione; la sua osservazione è resa difficoltosa sia dalla scarsa luminosità della nube, sia, al contrario, dalla grande luminosità della sua stella eccitatrice, δ Scorpii. Nonostante si trovi nell'emisfero celeste australe, la sua declinazione non è fortemente meridionale, tanto che può essere osservata senza difficoltà anche da tutte le regioni boreali poste nella fascia temperata; il periodo più indicato per la sua osservazione nel cielo della sera ricade fra maggio e settembre.
La nube si presenta di aspetto disomogeneo e incornicia δ Scorpii, la cui radiazione è la principale sorgente della sua ionizzazione; questa e le stelle circostanti fanno parte dell'Associazione di Antares, nota anche come Sco OB2, una brillante associazione OB facente parte a sua volta della grande Associazione Scorpius-Centaurus. Sh2-7 e le nubi circostanti costituiscono i residui della nube molecolare gigante che ha originato le stelle del gruppo circa 5 milioni di anni fa. L'esplosione di una supernova, avvenuta circa 1,5 milioni di anni fa, ha contribuito alla dispersione della nube originaria, che si è disgregata lasciando i residui osservabili attorno a queste stelle. La distanza di Sh2-7, coerentemente con quella media dell'associazione Sco OB2, è stimata attorno ai 200 parsec (circa 652 anni luce).